# Hryggjarstykki
Hryggjarstykki es una obra escrita en nórdico antiguo a mediados del siglo XII sobre eventos contemporáneos y considerada actualmente como perdida. Pertenece al grupo de las sagas reales y el autor fue Eiríkr Oddsson, un escaldo islandés de quien se conoce muy poco. El trabajo se menciona en la obra Heimskringla, de Snorri Sturluson, que ensalza la veracidad y fiabilidad de sus escritos.
Eirík escribió el libro llamado Hryggjarstykki. En el libro se cita a Harald Gille y sus dos hijos, también a Magnús el Ciego y a Sigurth Gadabout-Deacon, hasta su muerte. Eirík era un hombre de buen entendimiento y había permanecido durante una larga temporada en Noruega. Algunas de las citas que escribió se ciñen a lo que le dijo Hákon Maw, un hacendado bajo la autoridad de los hijos de Harald. Hákon y sus hijos tomaron parte en estas luchas y consejos. Eirík menciona otros hombres que le hablaron de estos hechos, hombres que también eran de gran entendimiento y fiables. Eran personas cercanas a los eventos y sabían sobre lo que escucharon o vieron lo que estaba pasando. Pero algunas cosas que escribió se ciñeron a los que él mismo escuchó o vio.
La cita de Eiríkr también se menciona en Morkinskinna de forma parecida.
Ahora la historia se cierne sobre los hijos del rey Haraldr, Ingi y Sigurd, según el sabio y exigente testimonio de Eiríkr Oddsson. El relato procede mayormente del informe del caudillo Hákon Magi, quien fue testigo y recitó sobre estos hechos cuando se escribieron por primera vez. Él mismo y sus hijos participaron en estas expediciones y muchas batallas. Él conoció a los hombres que se nombran aquí. Él escribió la historia de veraces hombres de confianza como fuentes para las citas.
El autor de Fagrskinna también alude a Hryggjarstykki aunque no lo cita expresamente. Se ha sugerido que Morkinskinna, Heimskringla y Fagrskinna usaron diferentes versiones del trabajo de Eiríkr.
A diferencia de las últimas sagas reales, Hryggjarstykki pudo contener casi exclusivamente trabajos en prosa, aunque posiblemente hiciera uso puntual de la poesía escáldica. Investigadores de siglos anteriores pensaban que la obra cubría un periodo sustancial del siglo XII, comenzando en la década de 1130 y llegando hasta las décadas de 1160 o 1170 pero análisis recientes indican que Hryggjarstykki pudieron cubrir exclusivamente el periodo 1136-1139.
La composición de la obra se ha calculado hacia 1150, posiblemente fue una de las más tempranas sagas nórdicas conocidas.